# Квантико (Вирџинија)
Квантико (енгл. Quantico) град је у америчкој савезној држави Вирџинија. По попису становништва из 2010. у њему је живело 480 становника.

## Демографија
Према попису становништва из 2010. у граду је живело 480 становника, што је 81 (14,4%) становника мање него 2000. године.
| Група             | 2000.       | 2010.       |
| Белци             | 327 (58,3%) | 261 (54,4%) |
| Афроамериканци    | 114 (20,3%) | 118 (24,6%) |
| Азијати           | 57 (10,2%)  | 43 (9,0%)   |
| Хиспаноамериканци | 31 (5,5%)   | 44 (9,2%)   |
| Укупно            | 561         | 480         |